# Sardoá (ort)
Sardoá är en ort i Brasilien.   Den ligger i kommunen Sardoá och delstaten Minas Gerais, i den sydöstra delen av landet, 700 km sydost om huvudstaden Brasília. Sardoá ligger 700 meter över havet och antalet invånare är 5 597.
Terrängen runt Sardoá är huvudsakligen kuperad, men den allra närmaste omgivningen är platt. Terrängen runt Sardoá sluttar österut. Runt Sardoá är det ganska glesbefolkat, med 34 invånare per kvadratkilometer.. Det finns inga andra samhällen i närheten.
Omgivningarna runt Sardoá är huvudsakligen savann.